# Spandauer Damm
Der Spandauer Damm ist eine Hauptverbindungsstraße zwischen den Berliner Ortsteilen Charlottenburg und Spandau.

## Verlauf
Die rund 3,8 km lange Ausfallstraße beginnt als Verlängerung der Otto-Suhr-Allee am Schloss Charlottenburg und führt in Richtung Spandau. Sie endet jenseits der Bezirksgrenze zwischen Charlottenburg-Wilmersdorf und Spandau an der Rominter Allee, von wo sie als Charlottenburger Chaussee weitergeführt wird. In ihrem Verlauf kreuzt sie die Stadtautobahn sowie die parallel hierzu geführte Ringbahn und tangiert weiter westlich das Gelände des Klinikums Westend.

## Geschichte

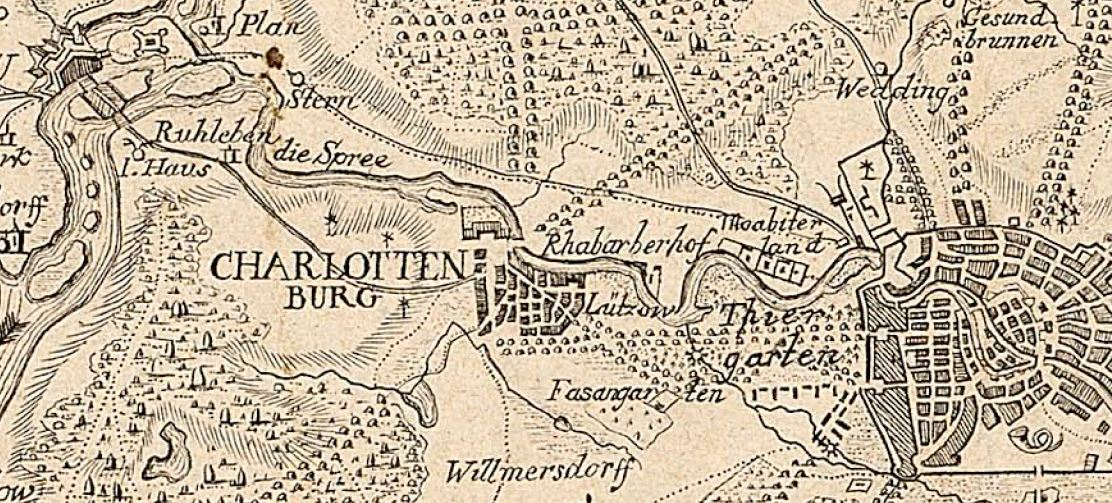
Straße von Spandau 1778

Das Schloss Charlottenburg am Beginn des Spandauer Damms

Der Berlin und Spandau verbindende Weg verlief ursprünglich nördlich der Spree durch die Jungfernheide. Auf Antrag der Charlottenburger Kaufleute und Handwerker verfügte Friedrich I. im Jahr 1708, dass der Verkehr über Charlottenburg geführt werde. Die tatsächliche Einrichtung des neuen Berlin–Spandauer Weges über Charlottenburg erfolgte allerdings erst zehn Jahre später, nach dem Regentenwechsel zu Friedrich Wilhelm I., als der auf Wirtschaftsförderung bedachte Friedrich Wilhelm I. die Umgestaltung des Tiergartens von einem umhegten Jagdrevier in einen öffentlichen Park veranlasste und nunmehr der Weg durch den Tiergarten auch für den öffentlichen Verkehr freigegeben werden konnte (Befehl vom 7. Mai 1718: „[…] dass, da der Weg von Spandow über Charlottenburg anhero nach Berlin reglieret, der Tiergarten zu gleicher Passage geöffnet werden solle“). Um den Verkehr über Charlottenburg zu forcieren, befahl der König 1723 überdies die Schließung des alten Spandauer Weges durch die Jungfernheide, was sich jedoch schnell als zu unpraktisch erwies und daher bereits 1727 wieder aufgehoben wurde. Im Gegenzug für die Einbeziehung ihrer Stadt in den Postverkehr, beteiligten sich die Charlottenburger am Ausbau der Straße.
Die Straße begann an der Schloßstraße und führte über die Magazinstraße (heute: Neufertstraße) und schräg über den heutigen Klausenerplatz, von wo sie über den zum Teltow gehörenden äußerst sandigen Spandauer Berg führte. Für eine Berlin und Hamburg verbindende Chaussee wurde der Weg um 1820 befestigt und begradigt. Auf Anregung der Potsdamer Regierung wurde die Chaussee in gerader Linie am Schloss vorbeigeführt und mit der Berliner Straße, der heutigen Otto-Suhr-Allee verbunden. Ein Nebeneffekt der erhöhten Chaussee war, dass sich bei starken Regenfällen das Wasser im Schlosshof staute. Dieser musste daraufhin aufgeschüttet werden.
Bevor der Straßenzug im Jahr 1950 den heutigen Namen ‚Spandauer Damm‘ erhielt, trugen die einzelnen Abschnitte folgende Namen: Luisenplatz bis zur Schloßstraße, Spandauer Straße bis zur Sophie-Charlotten-Straße, Spandauer Berg bis zur Ahornallee und Spandauer Chaussee bis zur Spandauer Grenze.
Der bayerische Bierbrauer Conrad Bechmann erwarb 1840 das im Winkel zwischen dem heutigen Spandauer Damm und der Reichsstraße gelegene Gelände und eröffnete dort einen kleinen Ausschank, der im Volksmund „Spandauer Bock“ genannt wurde. 1854 verlegte er seine Brauerei aus Spandau auf das gegenüberliegende Gelände des Spandauer Bergs, die von da an „Spandauerberg-Brauerei“ hieß. Die dort entstandene Gaststätte nannte der Volksmund entsprechend „Zibbe“ (norddeutsch für ‚Mutterschaf‘). Die beiden Ausflugsgaststätten und die Brauerei wurden im Zweiten Weltkrieg zerstört.

## Anwohner
- Der Arzt und Dichter Gottfried Benn wohnte und arbeitete kurz vor dem Ersten Weltkrieg als Pathologe im Westend-Krankenhaus.
- Der Schweizer Schriftsteller Robert Walser wohnte ab 1912 im Haus Spandauer Berg 1.

## Verkehr

Spandauer Berg Ecke Fürstenbrunner Weg mit einem Triebwagen der Berlin-Charlottenburger Straßenbahn, um 1907

Seit dem 22. Juni 1865 verkehrte zwischen Brandenburger Tor und dem Pferdebahnhof an der Kreuzung mit der Sophie-Charlotten-Straße die erste Pferdestraßenbahnlinie Deutschlands. Mit der Errichtung der Villenkolonie Westend erwuchs die Notwendigkeit einer verbesserten Verkehrsanbindung. Am 1. November 1871 eröffnete die Westend-Gesellschaft eine Anschlusslinie zwischen dem Pferdebahnhof und der Kastanienallee. Den Betrieb führte die Berliner Pferde-Eisenbahn, in deren Besitz die Strecke 1878 auch überging. Für die steil den Spandauer Berg nach Westend heraufführende Linie musste man am Pferdebahnhof in einstöckige mit zwei Pferden bespannte Wagen umsteigen. Die Strecke wurde 1879 zur Gaststätte „Spandauer Bock“ an der heutigen Einmündung der Reichsstraße in den Spandauer Damm fortgesetzt. Anfang des 20. Jahrhunderts wurde diese Straßenbahnlinie elektrifiziert und 1967 endgültig eingestellt.
Am 15. November 1877 konnte mit der Inbetriebnahme der Ringbahn der Bahnhof Westend eröffnet werden. Seit dem 22. Dezember 1922 hat die heutige U-Bahn-Linie U2 ihre Endstation am U-Bahnhof Ruhleben.
Auf dem Spandauer Damm verkehrt heute die Buslinie M45 zwischen Bahnhof Zoo und Johannesstift in Hakenfelde.

## Bauten und bemerkenswerte Orte

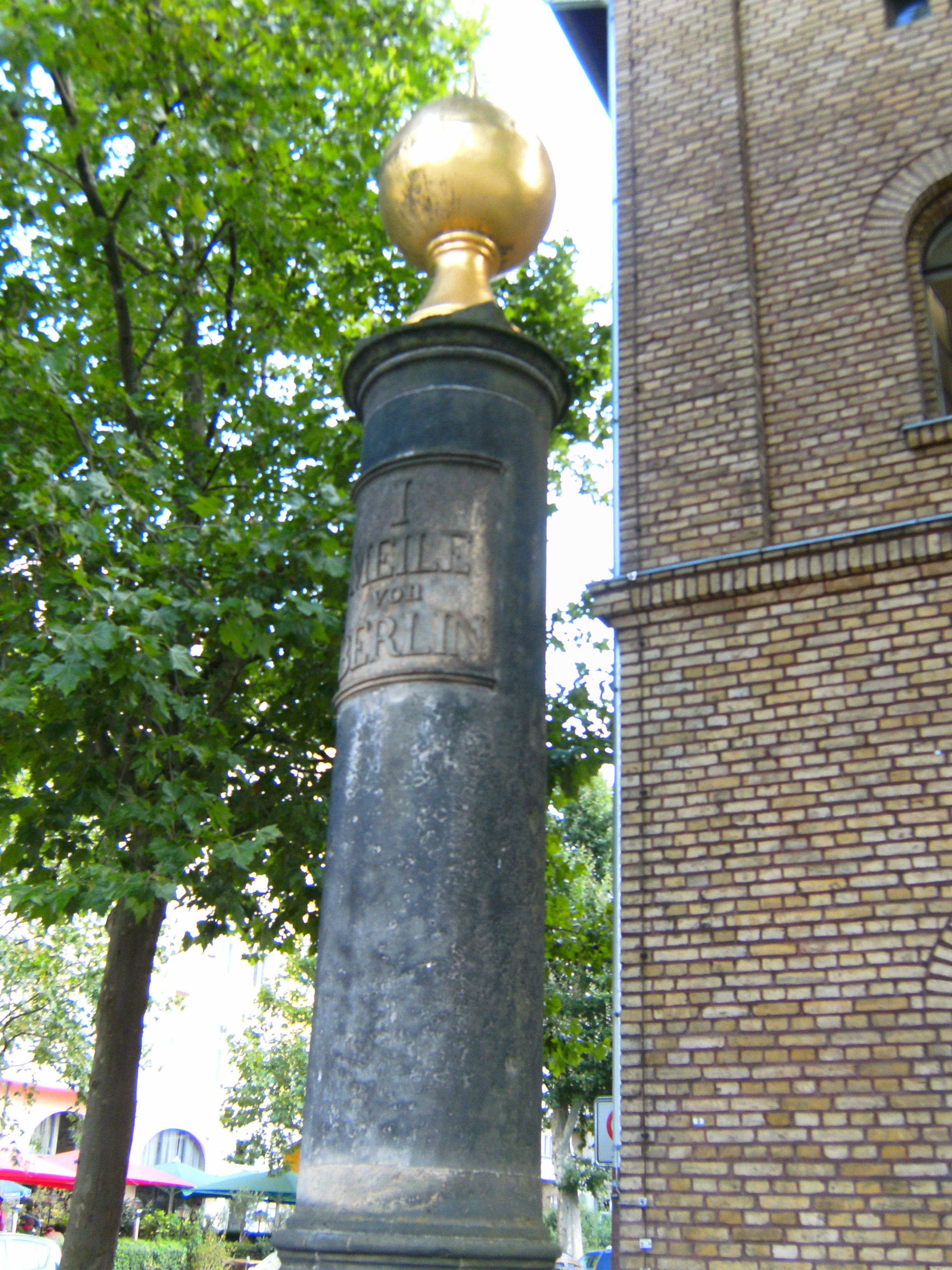
Meilenstein mit Inschrift: „I [eine] MEILE von BERLIN“

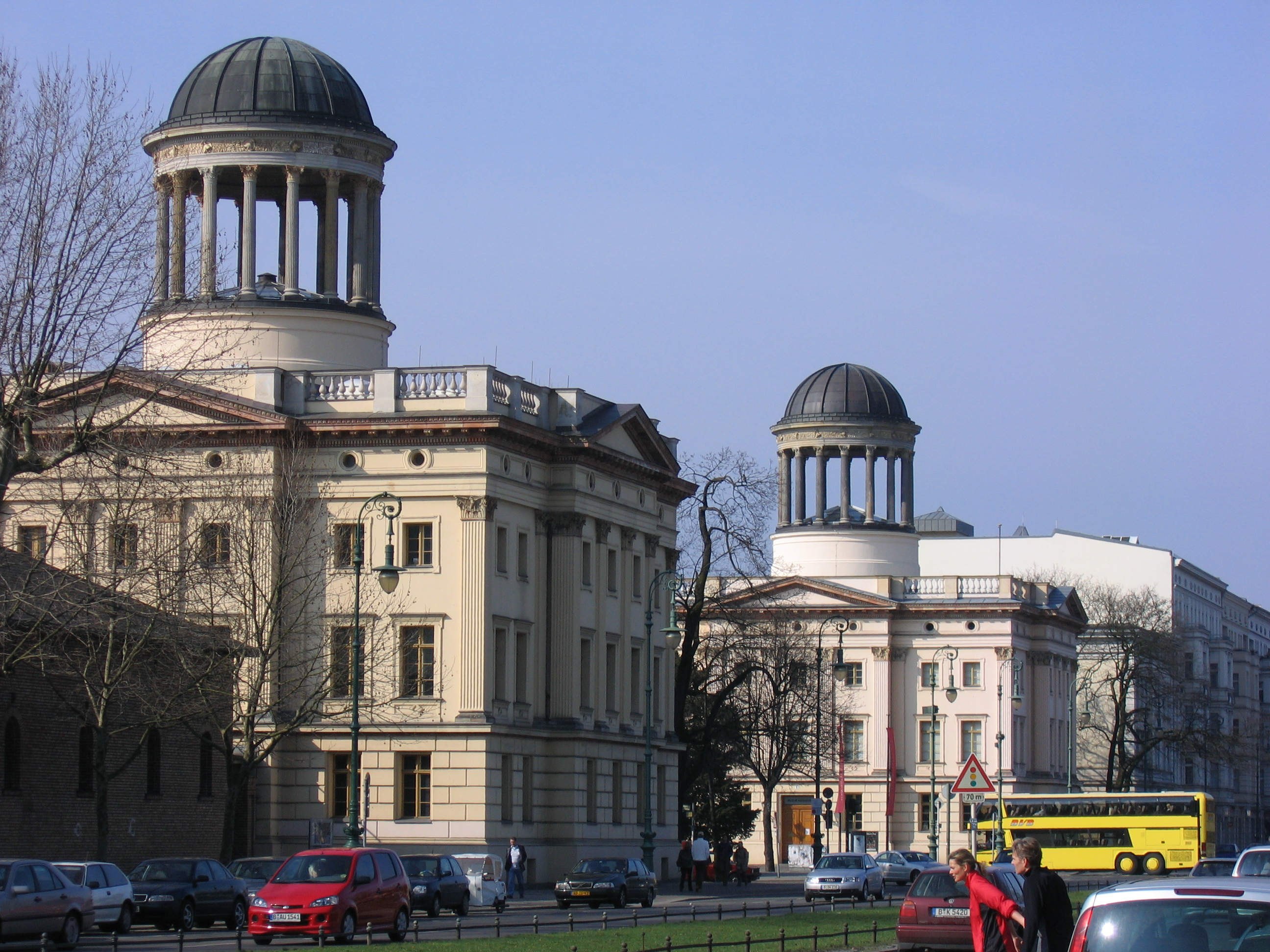
Östlicher und westlicher Stülerbau

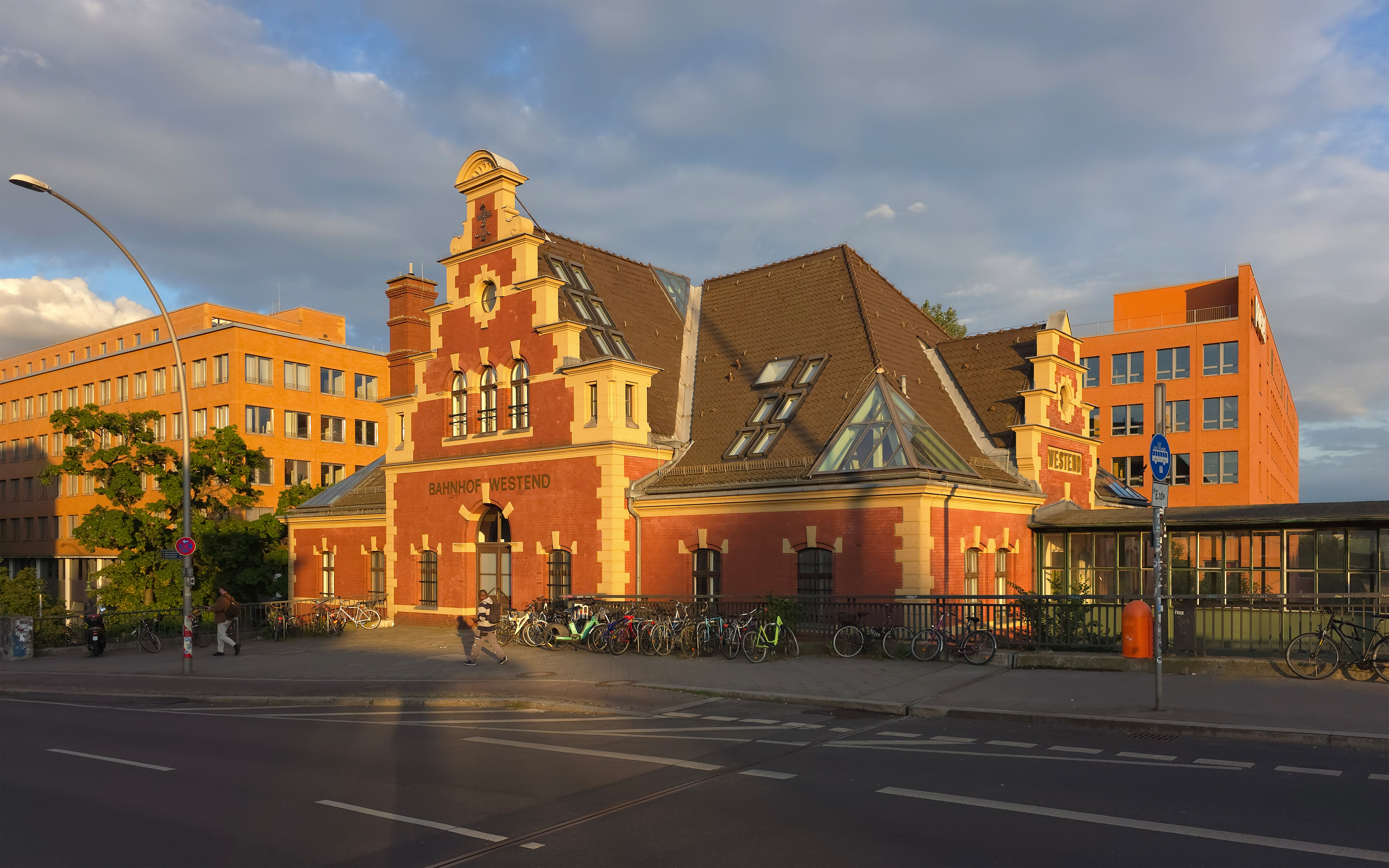
Bahnhof Westend

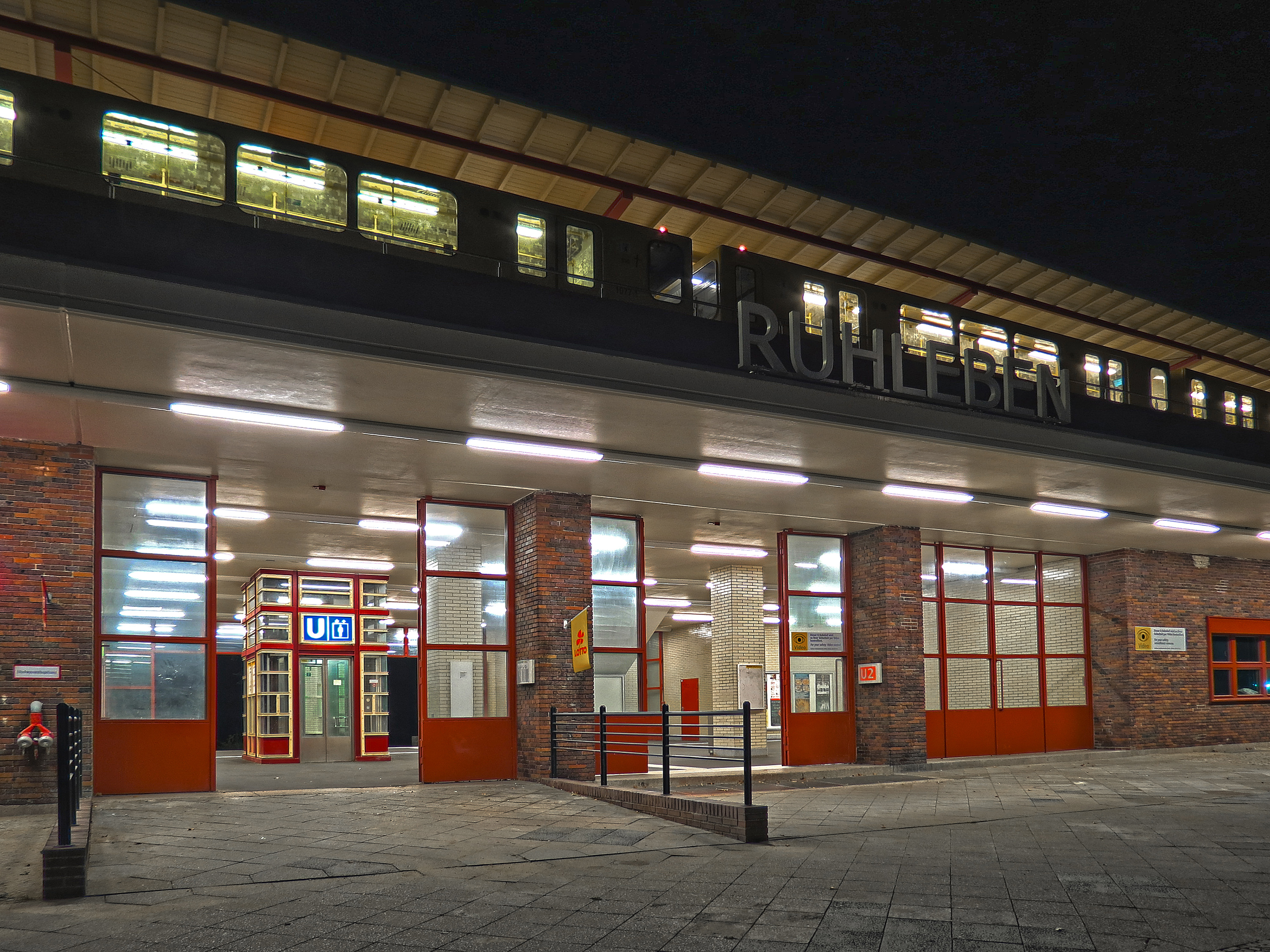
U-Bahnhof Ruhleben

- Prinz-Albrecht-Denkmal an der Ecke Schloßstraße
- Schloss Charlottenburg
- Meilenstein vor dem Haus Nr. 7
- östlicher Stülerbau mit der Sammlung Scharf-Gerstenberg
- westlicher Stülerbau mit dem Museum Berggruen
- Klausenerplatz
- Bahnhof Berlin-Westend
- Spandauer-Damm-Brücke
- Klinikum Westend
- Wasserturm Westend
- Dietrich-Bonhoeffer-Grundschule[7]
- Ruhwaldpark mit Villa Rheinberg
- Meilenstein vor dem Haus Nr. 220
- Wohnstadt am Ruhwaldpark
- Ruinen der Spandaueberg-Brauerei am Spandauer Bock
- U-Bahnhof Ruhleben